# Міжнародний турнір до колоніальної виставки в Парижі 1931
Міжнародний турнір до колоніальної виставки в Парижі 1931 (офіційна назва Tournoi International de l’Exposition Coloniale) — міжнародний футбольний турнір, приурочений до проведення у 1931 році в Парижі міжнародної колоніальної виставки. Турнір був організований французьким клубом «Ресінг» (Париж) за погодженням з генеральним комісаріатом виставки за сприяння газет «Le Petit Parisien» і «Exelsior».
На турнірі було зібрано ряд авторитетних у європейському футболі клубів, тому турнір є, поряд із Кубком Мітропи та Кубком Націй, однією з значних подій у клубному європейському футболі міжвоєнного періоду, тим самим будучи прообразом європейських клубних турнірів УЄФА. Турнір отримав розвиток: під час міжнародних виставок у 1935 і 1937 роках проходили аналогічні турніри.
Переможцем змагань досить несподівано став швейцарський клуб «Уранія» Женева, випередивши ряд визнаних фаворитів.

## Учасники турніру
У турнірі взяли участь 8 команд 
| Країна         | Команда                   | Титул (досягнення)                                                                      |
| -------------- | ------------------------- | --------------------------------------------------------------------------------------- |
| Франція        | «Ресінг» Париж            | Організатор турніру та чемпіон Паризької ліги 1931                                      |
| Франція        | «Клуб Франсе» Париж       | Володар Кубка Франції 1931, чемпіон Паризької ліги 1930                                 |
| Англія         | «Вулвергемптон Вондерерз» | 4-е місце у II дивізіоні чемпіонату Англії 1930/31, чвертьфіналіст Кубка Англії 1930/31 |
| Бельгія        | «Роял» Антверпен          | Чемпіон Бельгії 1930/31                                                                 |
| Австрія        | «Вієнна»                  | Чемпіон Австрії 1930/31, бронзовий призер Кубка Націй 1930                              |
| Швейцарія      | «Уранія» Женева           | Віце-чемпіон Швейцарії 1930/31                                                          |
| Іспанія        | «Расинг» Сантандер        | Віце-чемпіон Іспанії 1930/31                                                            |
| Чехословаччина | «Славія» Прага            | Чемпіон Чехословаччини 1931, фіналіст Кубка Націй 1930                                  |

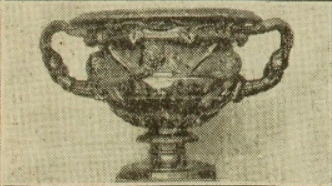
Приз турніру

На турнірі були представлені чинні чемпіони або віце-чемпіони ряду провідних європейських футбольних держав того часу, в тому числі чемпіони досить авторитетних на той час Чехословаччини («Славія» Прага з Франтішеком Планічкою, Штефаном Чамбалом, Франтішеком Свободою, Ладиславом Женишеком, Антоніном Водічкою, Франтішеком Юнеком та Антоніном Пучем) та Австрії («Фірст Вієнна» на чолі з капітаном «Вундертіму» Йозефом Блумом та гравцями цієї легендарної команди Карлом Райнером, Леопольдом Гофманом, Густавом Тегелем та Йозефом Адельбрехтом). Також у турнірі брали участь ряд відомих футболістів: французи Еміль Венант, Едмон Дельфур (учасники всіх трьох довоєнних чемпіонатів світу), Марсель Ланжіє та Робер Мерсьє, швейцарці Марсель Ніколлен, Франк Сешеай та Едмонд Крамер (срібний призер Олімпіади 1924), баски Луїс Регейро та Енріке Ларрінага, бельгієць Дезіре Бастін (олімпійський чемпіон 1920), серб Бранислав Секулич (півфіналіст чемпіонату світу 1930), уругваєць Конрад Росс та інші.
Враховуючи значний футбольний авторитет британців (які, однак, не входили в той час до ФІФА і практично не брали участь у міжнародних змаганнях), організатори прагнули неодмінно залучити їх до участі в турнірі — врешті-решт запрошення прийняла лише англійська команда II дивізіону «Вулвергемптон Вондерерз», яка програла обидва свої матчі в турнірі, показавши загалом доволі посередню гру.

## Хід турніру
Турнір проводився за «олімпійською» системою, у разі нічиєї в основний час призначався додатковий час (два тайми по 10'), що продовжувався, у разі необхідності, і далі до першого забитого однією з команд м’яча.

### 1/4 финала
| 6 червня | «Славія» Прага                | 4:1 (д.ч.) | «Клуб Франсе»    | «Велодром де Венсенн» |  |
| | Пуч 25' ~100' ~110' Клоз ~95' | Протокол   | Паркс 85' (пен.) | Глядачі: 12 000       |  |
| Планічка — Женишек, А.Новак — Водічка, Шимперський, Черницький — Юнек, Чамбал (~35' Клоз), Свобода, Пуч, Йоска (тренер Й.Слоуп-Штаплік) Сешеай — Фавре, Паркс — Фіно, Худрі, Логез — Кеннер, Туффаль, Спаньйолі, Мерсьє, Ланжіє (тренер Фішер) |                               |            |                  |                       |  |

| 7 червня | «Уранія» Женева                 | 3:0      | «Ресінг» Париж   | «Велодром де Венсенн» |  |
| | Секулич 1:0' 3:0' Стальдер 2:0' | Протокол | Венант 1Т (пен.) | Глядачі: 12 000       |  |
| Ніколлін — Бові, Відекер — Луашо, Шаден, Берчен — Е.Крамер, Сірве, Секулич, Росс, Стальдер Тассін — Анатоль, Капель — Дьян, Гатеро, Гудшильд — Вейссад, Л.Регейро, Венант, Дельфур, Галі |                                 |          |                  |                       |  |

| 7 червня | «Расінг» Сантандер                             | 3:1      | «Вулвергемптон Вондерерз» | «Велодром де Венсенн» |  |
| | Ларрінага 15' Оскар 33' Бараганьйо 3:1' (пен.) | Протокол | Гартілл 2:1'              | Глядачі: 10 000       |  |
| Сола — Піко, Себальйос — Ф.Ернандес, Бараганьйо, Ібарра — Зубієта, Телете, Оскар, Ларрінага, Сіско (тренер Р. Е. Фірт) Тутхілл — В.Лоутон, Шоу — Родс, Голлінгсворт, Річардс — Філліпс, Боттрілл, Гартілл, Мартін, Барраклот (тренер Ф.Баклі) |                                                |          |                           |                       |  |

| 9 червня | «Вієнна»                                            | 7:1      | «Роял» Антверпен | «Коломб»        |  |
| | Адельбрехт 16' 28' 66' 73' 86' Марат 65' Тегель 89' | Протокол | Ламбрехтс 10'    | Глядачі: 15 000 |  |
| Горешовський — Райнер, Й.Блум — Шмаус, Л.Гофманн, Маху — Марат, Такс, Адельбрехт, Тегель, Ердль (тренер Ф. Фрітум) Сомерс — Пінке, Де Декен — Сімонс, Мертенс, Де Клерк — Де Вріс, Ламбрехтс, Уленс, ван Бек, Бастін (тренер В.Левенфельд) |                                                     |          |                  |                 |  |

В матчі відкриття одні з фаворитів турніру — футболісти празької «Славії» — зустріли серйозний опір з боку володарів кубка Франції, які змогли звести основний час до нічиєї. відповівши точним ударом з пенальті на забитий гол Антоніна Пуча. Однак в додатковий час чехи виявилися сильнішими і відзначилися ще тричі, два з яких забив той самий Пуч. Футболісти «Уранії» дещо несподівано змогли перемогти команду господарів турніру, що мала у складі низку «зірок», продемонструвавши швидкість і зіграність. Віце-чемпіон Іспанії досить упевнено обіграв клуб другого англійського дивізіону (хоча після матчу преса дещо емоційно звеличувала цю перемогу над «британськими професіоналами»), вже в середині першого тайму отримавши перевагу в два м'ячі і спокійно довівши матч до перемоги. В заключному матчі першого кола грізний австрійський клуб «Фірст Вієнна», який виступав без свого найсильнішого нападника Фрідріха Гшвайдля, буквально декласував бельгійських чемпіонів — 7:1 з «пента-триком» Йозефа Адельбрехта.
|  |  |  |  |
|  |  |  |  |

### 1/2 фіналу
| 11 червня | «Уранія» Женева | 2:1      | «Вієнна»                         | «Коломб»        |  |
| | Секулич 6' 62'  | Протокол | Й.Блум 67'(пен.) · Л.Гофманн 70' | Глядачі: 10 000 |  |
| Ніколлін — Бові, Відекер — Луашо, Шаден, Берчен — Е.Крамер, Нівелт, Секулич, Росс, Стальдер Горешовський — Райнер, Й.Блум — Шмаус, Л.Гофманн, Маху — Тегель, Марат, Адельбрехт, Такс, Ердль (тренер Ф.Фрітум) |                 |          |                                  |                 |  |

| 13 червня | «Славія» Прага                       | 5:1      | «Расінг» Сантандер | «Велодром де Венсенн» |  |
| | Свобода 3' 25' 42' Йоска 82' Пуч 83' | Протокол | Ларрінага 72'      | Глядачі: 15 000       |  |
| Планічка — Женишек, А.Новак — Водічка, Шимперський, Черницький — Юнек (5' Файт), Чамбал, Свобода, Пуч, Йоска (тренер Й.Слоуп-Штаплік) Сола — Піко, Себальос (5' Мендаро) — Ф.Ернандес, Бараганьйо, Ібарра — Зубієта, Телете (Ларріноа), Оскар, Ларрінага, Сіско (тренер Р.Е.Фірт) |                                      |          |                    |                       |  |

У півфіналі швейцарці, які продовжували дивувати вболівальників та знавців футболу на цьому турнірі, зробили справжню сенсацію, обігравши у напруженому матчі команду з Відня. Забивши «швидкий» гол, протягом першого тайму футболісти з Женеви досить упевнено стримували атаки своїх більш досвідчених опонентів, а незабаром після перерви натхненний у цьому матчі сербський «легіонер» «Уранії» Браніслав Секулич подвоїв рахунок. У решту часу швейцарцям довелося витримати справжню облогу, але оборона і воротар Марсель Ніколлін, який відбив пенальті від Йозефа Блума, зуміли вистояти — 2:1. В іншому півфіналі «Славія» «на класі» змогла обіграти суперників з Сантандера, упевнено ведучи після першого тайму з перевагою в три м'ячі, забитих Франтішеком Свободою. Єдиною неприємністю стала втрата Антоніна Пуча, який отримав пошкодження і змушений був пропустити фінал.
|  |  |  |  |

### Матч за III місце
| 14 червня | Ферст Вієнна                                 | 4:2 | «Вулвергемптон Вондерерз» | «Коломб»        |  |
| | Марат 12' Адельбрехт 50' 65' (пен.) Такс 55' |     | Гартілл 5' Мартін 83'     | Глядачі: 25 000 |  |
| Горешовський — Райнер, Й.Блум — Прамер, Л. Гофманн, Маху — Марат, Такс, Адельбрехт, Тегель, Ердль (тренер Ф. Фрітум) Тутхілл — У. Лоутон, Шоу — Родс, Голлінгсворт, Річардс — Філліпс, Боттрілл, Гартілл, Мартін, Барраклот (тренер Ф. Баклі) |                                              |     |                           |                 |  |

У «втішному» фіналі за рішенням організаторів турніру, які вважали, що матч між командами Англії та Австрії викличе найбільший глядацький і комерційний інтерес, зійшлися «Ферст Вієнна» та «Вулвергемптон Вондерерз». Матч, що проходив із помітною перевагою дещо розслаблених австрійців, закінчився їхньою переконливою перемогою — 4:2. Забивши два голи, Адельбрехт став найкращим бомбардиром турніру.

## Фінал
Фінальний матч, що зібрав на стадіоні «Коломб» 22 тисячі глядачів, вийшов досить інтригуючим. Бóльшу частину матчу домінували чехи, які вийшли вперед у першому таймі після гола Богуміла Йоски. Однак на початку другого тайму Едмонд Крамер зрівняв рахунок, а в самому кінці зустрічі, коли вже додатковий час здавалося неминучим, все той же надзвичайно вдалий на цьому турнірі Секулич забив переможний гол, принісши «Уранії» один з найзначніших трофеїв в її історії. Своїм успіхом швейцарці зобов'язані також значною мірою воротарю Марселю Николліну та уругвайському граючому тренеру команди Конраду Россу.
| 14 червня 1931 |

| «Уранія» Женева        | 2:1      | «Славія» Прага |
| ---------------------- | -------- | -------------- |
| Крамер 55' Секулич 88' | Протокол | Йоска 26'      |

| «Коломб», Париж Глядачів: 22 000 Арбітр: Луї Рагуїн |

| «Уранія» Женева | «Славія» Прага |

| «УРАНІЯ» Женева: |                   |
|                  |                   |
| Швейцарія        | Марсель Ніколлін  |
| Швейцарія        | Едуар Бові        |
| Швейцарія        | Відекер           |
| Швейцарія        | Едмон Луашо       |
| Швейцарія        | Віллі Шаден       |
| Швейцарія        | Берчен            |
| Швейцарія        | Едмонд Крамер     |
| Швейцарія        | Андре Сірве       |
| Югославія        | Бранислав Секулич |
| Уругвай          | Конрад Росс       |
| Швейцарія        | Ервін Стальдер    |
| Тренер           |                   |
| Конрад Росс      |                   |

| «СЛАВІЯ» Прага:     |                      |     |
|                     |                      |     |
| Чехословаччина      | Франтішек Планічка   |     |
| Чехословаччина      | Ладислав Женишек     |     |
| Чехословаччина      | Антонін Новак        |     |
| Чехословаччина      | Антонін Водічка      |     |
| Чехословаччина      | Адольф Шимперський   |     |
| Чехословаччина      | Франтішек Черницький |     |
| Чехословаччина      | Франтішек Юнек       | 46' |
| Чехословаччина      | Штефан Чамбал        |     |
| Чехословаччина      | Франтішек Свобода    |     |
| Чехословаччина      | Богуміл Йоска        |     |
| Чехословаччина      | Франтішек Файт       |     |
| заміна              |                      |     |
| Чехословаччина      | Ладислав Шубрт       | 46' |
| Тренер              |                      |     |
| Йозеф Слоуп-Штаплік |                      |     |

### Галерея
|  |  |  |  |
|  |  |  |  |

## Бомбардири
7 голів
- Йозеф Адельбрехт

5 голів
- Бранислав Секулич

4 голи
- Антонін Пуч

|  |  |  |  |  |  |  |  |  |  |